# Лейк-Парк (тауншип, Миннесота)
Лейк-Парк (англ. Lake Park) — тауншип в округе Бекер, Миннесота, США. На 2000 год его население составило 418 человек.

## География
По данным Бюро переписи населения США площадь тауншипа составляет 90,7 км², из которых 79,5 км² занимает суша, а 11,2 км² — вода (12,36 %).

## Демография
По данным переписи населения 2000 года здесь находились 418 человек, 149 домохозяйств и 109 семей.  Плотность населения —  5,3 чел./км².  На территории тауншипа расположено 188 построек со средней плотностью 2,4 построек на один квадратный километр. Расовый состав населения: 99,28 % белых, 0,48 % коренных американцев и 0,24 % приходится на две или более других рас. Испанцы или латиноамериканцы любой расы составляли 1,20 % от популяции тауншипа.
Из 149 домохозяйств в 28,2 % воспитывались дети до 18 лет, в 65,1 % проживали супружеские пары, в 4,7 % проживали незамужние женщины и в 26,8 % домохозяйств проживали несемейные люди. 23,5 % домохозяйств состояли из одного человека, при том 6,7 % из — одиноких пожилых людей старше 65 лет. Средний размер домохозяйства — 2,42, а семьи — 2,86 человека.
18,9 % населения — младше 18 лет, 4,8 % — в возрасте от 18 до 24 лет, 21,5 % — от 25 до 44, 26,8 % — от 45 до 64, и 28,0 % — старше 65 лет. Средний возраст — 48 лет. На каждые 100 женщин приходилось 102,9 мужчин.  На каждые 100 женщин старше 18 приходилось 106,7 мужчин.
Средний годовой доход домохозяйства составлял 40 972 доллара, а средний годовой доход семьи —  47 500 долларов. Средний доход мужчин —  35 972  доллара, в то время как у женщин — 25 875. Доход на душу населения составил 20 983 доллара. За чертой бедности не находилась ни одна семья и 1,1 % всего населения тауншипа.